# دول زردزيرتنغ (مقاطعة تشرداول)
دول زردزيرتنغ (بالفارسية: دول زردزیرتنگ) هي قرية تقع في قسم بيجنوند الريفي (مقاطعة تشرداول) في إيران. يقدر عدد سكانها بـ 26 نسمة بحسب إحصاء 2016.